# Hobo (muziekinstrument)

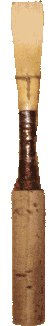
riet

Een hobo is een dubbelrietinstrument, behorend tot de houten blaasinstrumenten, ook wel houtblazers genoemd. 

## Etymologie
De huidige hobo is in Frankrijk in de 17e eeuw uit de schalmei ontwikkeld. Het woord hobo is afkomstig van het Franse hautbois, dat 'hoog hout' betekent. Deze benaming komt enerzijds voort uit het vrij hoge en indringende geluid dat een hobo kan produceren in vergelijking met andere dubbelrietinstrumenten, en anderzijds uit het feit dat het een houten blaasinstrument is.

## Beschrijving
De hobo en de althobo (Engelse hoorn) worden tot de houtblazers gerekend. Vroeger werd de basis van de hobo van hout gemaakt, maar tegenwoordig wordt ook kunststof gebruikt. 
De hobo wordt met een dubbelriet aangeblazen. Het dubbelriet wordt gevormd door twee licht gebogen rietbladen, die met garen rond een metalen stiftje worden bijeengebonden. Het wordt direct tussen de lippen genomen en door het aanblazen komen beide rietbladen in trilling. Zo ontstaat er een geluidsgolf. Hoewel de hobo net als de fagot gebruikmaakt van een dubbelriet, is het instrument historisch gezien geen familielid van de fagot, wel van de schalmei en van de pommer.
De hobo bestaat uit een conisch geboorde buis met een licht trechtervormig uiteinde. Langs de buis bevinden zich diverse gaten en verzilverde kleppen. De eerste hobo's hadden deze kleppen nog niet; pas in de 19e eeuw kreeg de hobo het uiterlijk dat hij nu heeft.
Iemand die een hobo bespeelt, wordt een hoboïst genoemd. Het riet wordt doorgaans door de hoboïst zelf vervaardigd, en naar persoonlijke smaak gesneden, opgebonden, aangepast en gevormd.
De manier van aanblazen is van invloed op de klank en de geluidssterkte. Voor het voortbrengen van een kwalitatief goede toon is een ver ontwikkelde embouchure vereist.
De klank van de hobo is nasaal en draagt zeer ver. Vanwege zijn relatief stabiele en indringende toon wordt de hobo gebruikt om de toon te blazen (meestal een a, soms een bes of een andere noot) waarop de andere instrumenten in een symfonieorkest of harmonieorkest hun stemming aanpassen (afstemmen).

## Onderhoud
Elke keer na het bespelen moet het instrument schoongemaakt worden om vocht te verwijderen. Dit kan men doen met een vogelveer of met een speciale wisser.  Ook het mechaniek moet regelmatig gesmeerd worden met wat dunne olie op de assen. Het kurk van de tappen en het kurk van het riet kan worden ingevet met tappenvet of zuurvrij vet zodat de losse delen wat soepeler in elkaar gaan.  Het mechaniek kan gepoetst worden met een zachte flanellen doek. Wanneer er onder het spelen water in een van de kleppen komt, kan dit verwijderd worden met een vloeitje, om te voorkomen dat sommige tonen niet goed of helemaal niet klinken.

## Varianten
Variaties op de hobo zijn de althobo, ook bekend als de Engelse hoorn, de oboe d'amore (liefdeshobo), de oboe da caccia (jachthobo) en de musette (piccolo-hobo). De oboe d'amore is een soort kruising tussen de gewone hobo en de althobo. De oboe da caccia is waarschijnlijk de voorloper van de althobo.
De baritonhobo werd in 1904 gebouwd door de fagotbouwer W. Heckel en wordt ook wel heckelfoon genoemd. Deze klinkt een octaaf lager dan de hobo. De klank neigt naar de fagot of de baritonsaxofoon. Paul Hindemith schreef in 1929 een trio voor altviool, heckelfoon en piano, op. 47. 
Uit Catalonië stamt de tenora, ook wel tenorhobo genoemd.

## Bekende hoboïsten
Zie Lijst van bekende hoboïsten/hoboïstes

## Toepassing

### Klassieke muziek
De hobo wordt bespeeld als solo-instrument in hoboconcerten, als onderdeel van een symfonieorkest, in de bezetting van het harmonieorkest en blazersensembles en in kamermuziek.

#### Kamermuziek
Enkele bekende kamermuziekwerken voor hobo zijn:
- 3 Romanzen op. 94 voor hobo en piano van Robert Schumann
- Sonate voor hobo en piano van Francis Poulenc

#### Soloconcerten
- Hoboconcert KV314 in C majeur van Wolfgang Amadeus Mozart
- Hoboconcert van Richard Strauss

#### Symfonieorkest
De hobo wordt veel gebruikt als soloinstrument in werken voor symfonieorkest. Bekende werken met (een) belangrijke solo('s) voor hobo zijn:
- Johann Sebastian Bach - Matthäus Passion; Johannes-Passion; Hohe Messe; Brandenburgse Concerten nr. 1 en 2;
- Béla Bartók - Concert voor orkest;
- Johannes Brahms - symfonie nr. 1;
- Gustav Mahler - alle orkestwerken
- Maurice Ravel - Le tombeau de Couperin;
- Igor Stravinski - Pulcinella

### Popmuziek
In popmuziek komt de hobo weinig voor, maar er kan een bijzonder effect mee bereikt worden, zoals in: 
- Happy Together van The Turtles
- Verdronken vlinder van Boudewijn de Groot
- Little Man van Sonny & Cher
- Handbags and Gladrags van Stereophonics
- World of make believe van Within Temptation
- Bye Bye Pride van The Go-Betweens
- Twist in My Sobriety van Tanita Tikaram
- Stand My Ground van Within Temptation
- Kiss from a Rose van Seal
- This could be heaven van Seal
- Nightporter van Japan
- Nightswimming van R.E.M.
- We Need a Resolution van Aaliyah
- Let You Break My Heart Again van Laufey

## Makers

### Historische hobobouwers
- Joannes Hyacinth Rottenburgh (1672-1765) en zijn zoon Godefroy Adrien Rottenburgh (1703-1768)

### Merken
- Buffet
- Bulgheroni
- Cabart
- Covey
- Fossati
- Fox
- Frank
- Howarth
- Josef
- F. Lorée
- Marigaux
- Mönnig
- Patricola
- Püchner
- Rigoutat
- Samsung
- Yamaha
- Bundi